# Stora Abborrtjärnen (Malungs socken, Dalarna)
Stora Abborrtjärnen är en sjö i Malung-Sälens kommun i Dalarna och ingår i Dalälvens huvudavrinningsområde.